# 横浜交通開発
横浜交通開発株式会社（よこはまこうつうかいはつ）は、神奈川県横浜市中区に本社を置く、横浜市交通局の外郭団体である。
慢性的な赤字を抱えていた横浜市交通局の経営基盤を強化すべく、財団法人という形態の横浜市交通局協力会では実施しづらい、交通局の資産を活用した営利活動を行うために設立された。
なお会社設立にあたっては、横浜市交通局協力会から駐車場事業などが譲渡された。

## 沿革
- 1988年2月8日 - 横浜市と横浜市交通局協力会の出資で、横浜交通開発株式会社を設立[3]。
- 2007年
  - 7月12日 - 一般乗合自動車旅客運送事業の許可を取得。
  - 12月9日 - 61系統および117系統を横浜市営バスより移管。
- 2008年
  - 2月9日 - 横浜市営バス緑営業所・磯子営業所の管理受託を開始。
  - 6月8日 - PASMO運用開始
- 2009年
  - 4月 - 交通局に係わる広告代理店業を開始[1]
  - 6月1日 - 61系統、鳥浜町から入国管理局前まで一区間延伸。
- 2013年10月15日 - 117系統、全便急行化
- 2015年
  - 4月1日 - 100系統を横浜市営バス緑営業所から移管。
  - 7月27日 - 本社を新横浜交通ビルに移転
  - 10月1日 - 70系統が横浜市営バス磯子営業所との共管路線となる。
- 2016年4月1日 - 70系統が横浜市営バス磯子営業所から完全移管。
- 2018年1月 - 賃貸住宅事業を開始[1]。

## 事業内容
1. 新横浜交通ビルの保管施設の管理・運営
2. 貸店舗の管理・運営
3. 駐車場の管理・運営
4. 駐輪場の管理・運営
5. 路線バスの運行
6. 広告代理店事業の運営
7. 自動販売機の設置場所の管理
8. バス乗車券発売事業の受託
9. 損害保険代理店事業の運営

この他にも、交通局職員住宅跡地を利用した賃貸住宅の経営や、横浜市営地下鉄ブルーラインの延伸工事における現場技術業務などの、不動産・建設事業も行っている。

## バス事業
3つの系統を直営路線として運行している。
61系統、70系統、117系統を担当する磯子営業所は横浜市営バス磯子営業所内に置かれている。また、2022年3月31日までは横浜市営バス緑営業所内に置かれている緑営業所で100系統を担当していた。
双方の営業所の横浜市営バスの運行管理も委託されており、直営路線を含む全ての路線を管轄している。

### 磯子営業所

#### 61系統
| No. | 運行区間                                                                              |
| --- | ------------------------------------------------------------------------------------- |
| 61G | 磯子駅前 - 磯子車庫前 - 新杉田駅前 - 杉田平和町 - 南部市場前 - 鳥浜町 - 入国管理局前  |
| 61H | 新杉田駅前 - 杉田平和町 - 南部市場前 - 鳥浜町 - 入国管理局前                          |
| 61I | 新杉田駅前 - 杉田平和町 - 南部市場前 - 三井アウトレットパーク - 鳥浜町 - 入国管理局前 |
| 61J | 新杉田駅前 - 杉田平和町 - 南部市場前 - 三井アウトレットパーク                         |

- 2006年8月31日：一部区間の退出意向が神奈川県生活交通確保地域対策協議会に提出される。
- 2007年4月1日：鳥浜町発着便を除き廃止。
- 2007年12月9日：横浜交通開発に移管。
- 2009年6月1日：東京入国管理局横浜支局移転に伴い、「入国管理局前」まで延伸。

- 2020年4月1日：三井アウトレットパークへ乗り入れ。

61系統は磯子駅および新杉田駅と東京出入国在留管理局横浜支局のある鳥浜町地区を結ぶ路線である。
横浜交通開発移管前の2007年3月31日まではリネツ金沢・金沢工業団地発着便や新杉田駅から並木地区などを循環する便も運行されていたが、横浜市営バス事業のあり方に関する答申を踏まえた路線の再編成により、鳥浜町発着便を除きすべて廃止となった。
その後、12月9日に横浜市営バス磯子営業所から横浜交通開発磯子営業所に移管。移管後も引き続き全便が鳥浜町発着で運行されていた。
2009年6月1日に、東京入国管理局横浜支局移転に従い「入国管理局前」バス停が新設され、鳥浜町 - 入国管理局前が延伸された。この際に磯子駅発着便を中心に増発された。
2017年8月現在、平日と土曜については概ね1時間に1本程度、全区間（磯子駅 - 入国管理局前）運行されており、平日と土曜朝夕にはこれに加え新杉田駅発着便も運行される。
一方日曜については、早朝に磯子駅発、夜間に磯子駅着便が設定されている以外は新杉田駅発着とされている上に日中の運行は行われていない。
入国管理局へのアクセス路線ということもあり、磯子駅・新杉田駅・入国管理局前発着時の案内放送で英語放送が追加されている。

#### 70系統
| No. | 運行区間 |
| --- | --- |
| 70R | 磯子駅前 → 屏風ケ浦駅前 → 汐見台ストアー前 → 汐見台2丁目 → 浜小学校前 → 汐見台ストアー前 → 屏風ケ浦駅前 → 磯子駅前 |

- 2015年10月1日：横浜市営バス磯子営業所との共管路線となる。
- 2016年4月1日：横浜交通開発単独の路線となる。

磯子駅から屏風ケ浦駅を経由して汐見台地区を循環する路線。全便が汐見台2丁目を先回りとする一方循環となっている。
70系統の深夜便として375系統が運行されているが、こちらについては現在も横浜市営バス滝頭営業所が担当している。

#### 117系統
| No.  | 運行区間                                                                                |
| ---- | --------------------------------------------------------------------------------------- |
| 117B | [急行] 新杉田駅前 → 木材港入口 → ESR横浜幸浦DC前 → 藤森工業前 → 木材港入口 → 新杉田駅前 |

- 2007年12月9日：横浜交通開発に移管。
- 2013年10月15日：全便急行化。61系統と並走する区間はすべて無停車となる。
- 2016年4月1日：三菱金沢工場が閉鎖したため、三菱金沢会館前 - 三菱金沢工場前間を廃止した上で循環路線として運行を開始。
- 2017年4月1日：ダイヤ改正により、平日朝夕にそれぞれ1本のみ運行されるようになる。
- 2023年4月3日：藤森工業前より1区間延伸し、ESR横浜幸浦DC前を新設。

新杉田駅と幸浦1丁目付近の工業地帯を結ぶ路線。かつては三菱重工業金沢工場への通勤路線として平日と土曜朝夕に運行されていたが、同工場の移転後は平日朝夕のみの運行としている。
また、移転した三菱金沢工場付近に設置されていた三菱金沢会館前 - 三菱金沢工場前間は廃止となり、ESR横浜幸浦DC前付近で転回する循環路線として現在は運行されている。
三菱金沢工場閉鎖後は減便が続き、現在は平日朝と夕方に1本ずつ運行されるのみとなっている。

### 緑営業所
| No.  | 運行区間                  |
| ---- | ------------------------- |
| 100A | 鴨居駅前 - ららぽーと横浜 |

#### 100系統
- 2014年5月1日：100系統A新設（横浜市交通局緑営業所の管轄）
- 2015年4月1日：横浜交通開発に移管
- 2022年3月31日：運行終了[8]

2014年4月28日、みつばコミュニティにより運行されていた鴨居駅北口 - ららぽーと横浜間のシャトルバスが廃止となり、その代替として新設された系統。2015年4月1日に市交通局より同社に移管された。
書類上は100系統が付番されているが、旅客向け案内では「直行 鴨居駅南口 - ららぽーと横浜」・「ららぽーと横浜シャトルバス」など異なる名称で案内されており、行先表示も運行終了まで、100系統の表示はされず、系統名が表示される部分には「直行」と表示されていた。ただし、車内の運賃表示機では100系統の表示があった。
鴨居駅南口・ららぽーと横浜で配布されている乗車券引換券を利用することにより、この系統のみ、みつばコミュニティ時代と同じく無料での乗車が可能となっているが、乗車券引換券がない場合は大人100円・子ども50円を運賃として支払う必要がある。また、ICカード、定期券、敬老特別乗車証、福祉特別乗車券、1日乗車券等は利用できない。
ららぽーと横浜の営業時間に合わせて30分間隔で運行されていた。

### 乗車券の扱いに関して
同社への移管以降も、市交通局などが発行している乗車券類
（一日乗車券、市営バス定期券）と横浜市敬老特別乗車証、横浜市福祉特別乗車券についてはこれまで通り利用できる。なおICカード乗車券（PASMO、Suica）は、市営バス磯子営業所と同じく2008年6月8日の導入となった。
なお、2km以下の横浜交通開発路線定期券の販売は磯子定期券発売所での販売のみ。

### 車両

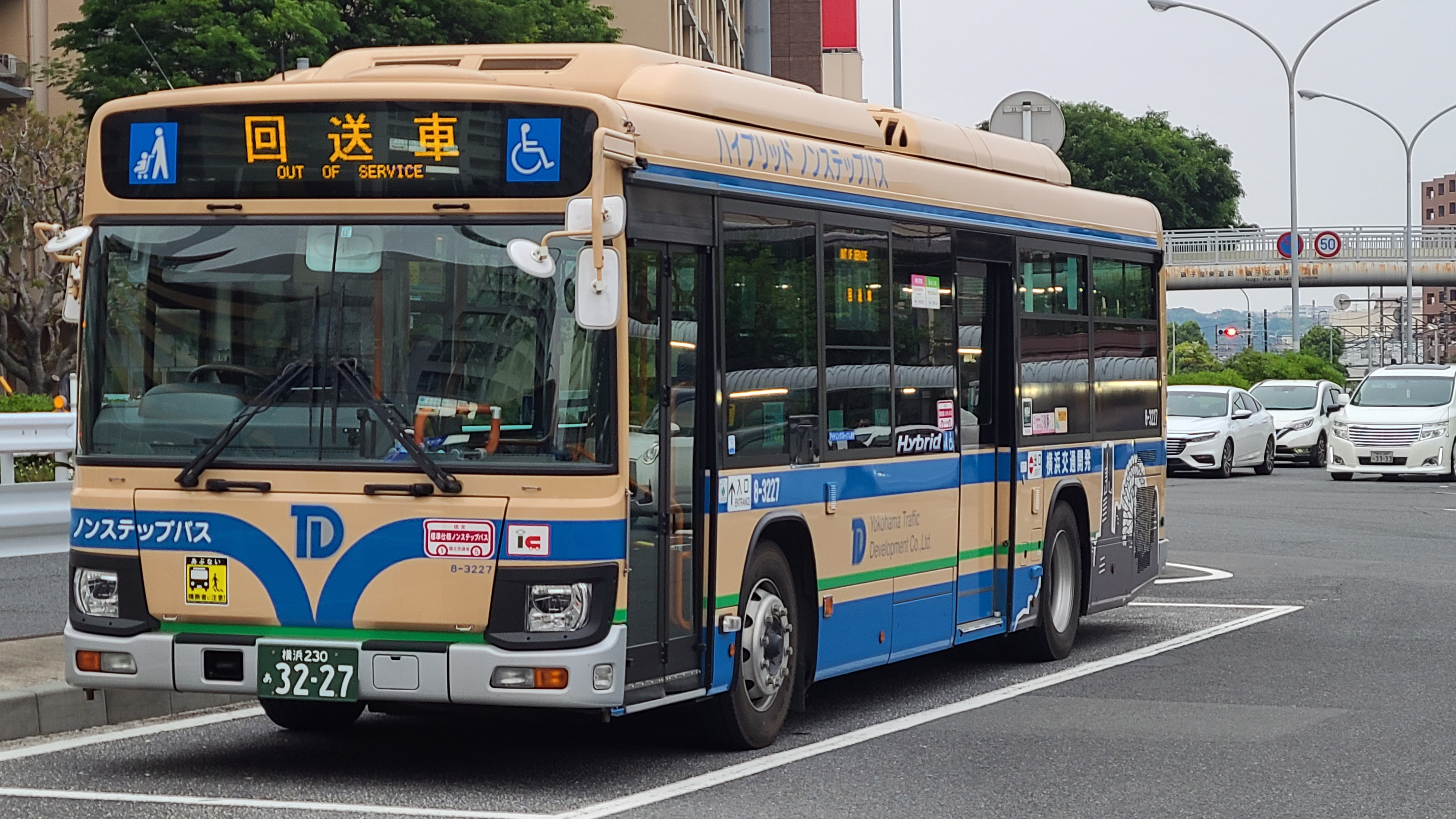
日野ブルーリボンハイブリッド。2017年以降の新車は独自仕様として車体下部に緑色のテープが貼られている。

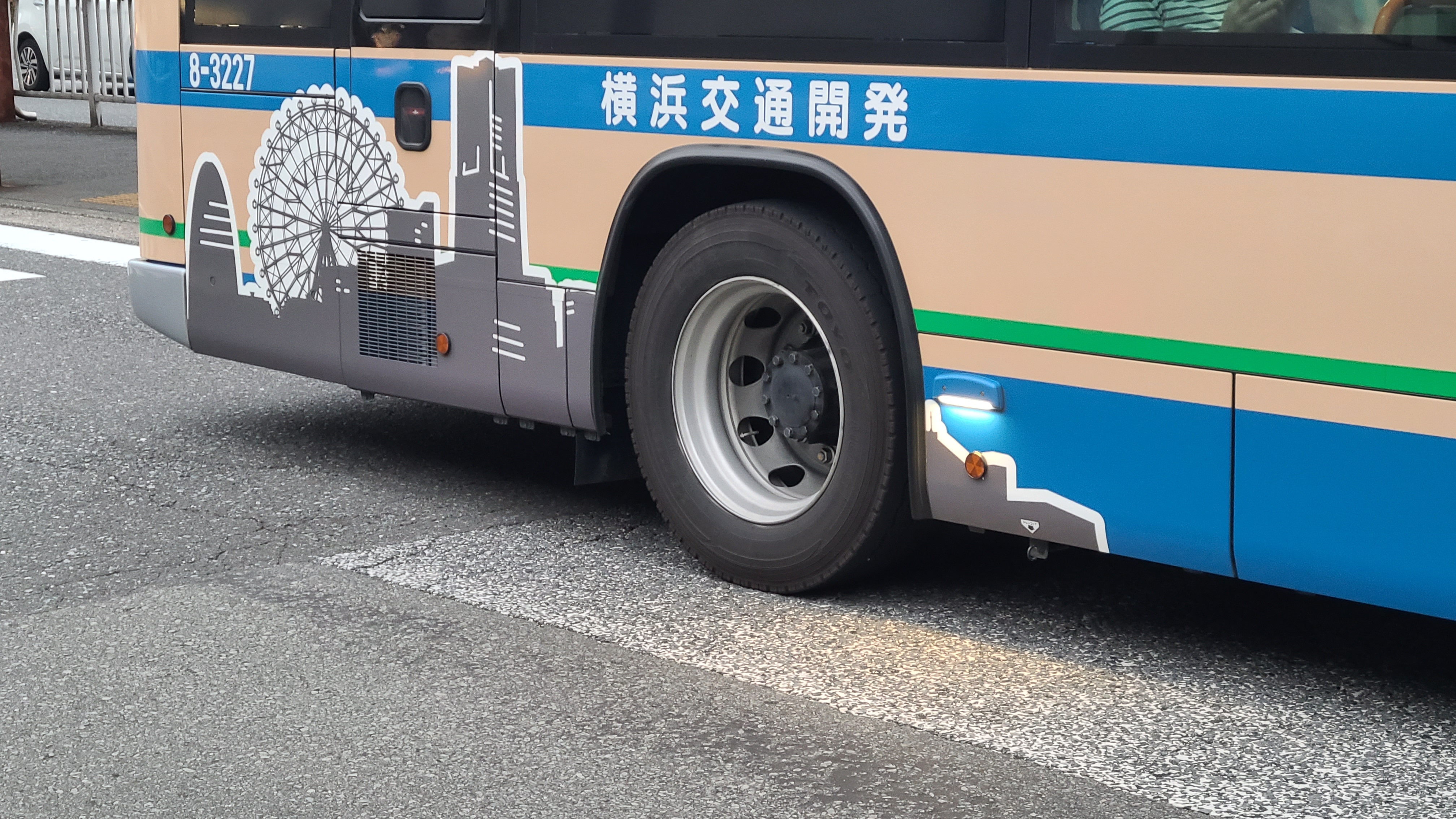
車体後方にはみなとみらいの絵が描かれている。

2009年度導入分までは横浜市営バスからの譲渡車両のみであったが、2010年度導入分より譲渡車両ではない新車を導入している。
最初の番号は導入年度を表す。下4桁目は車種を表す。1はいすゞ、2は三菱、3は日野、4は日産ディーゼルである。下3桁目は用途で、横浜交通開発所有車は2で表示
最後の2ケタは車両番号を表す。
所有する大型車
- 日野車（ブルーリボンII、ブルーリボン）[9]
2011年度と2013年度、2015年度に導入したブルーリボンIIと、2016年度と2017年度に導入した日野ブルーリボンが配置されている。2017年度導入車は日野ブルーリボンハイブリッドである。2011年度導入車から緑色のUVカットガラスを採用の上、吊革形状を三角形に変更した（市営バス導入車両は丸型のまま。ただし市営バスでも採用実績あり）。
- 日産ディーゼル車（UA系）
全廃。ノンステップバスが配置された。99年式2両は2012年に廃車、01年式4両は2017年12月までにすべての車両が廃車になっている。2020年12月同社最後の03年式UA(3-4214)が廃車となった。全車元横浜市交通局所属の車両。
- いすゞ車（エルガ）[9]
2010年度導入分の長尺車が2両、2012年度導入分の短尺車が2両それぞれ配属している。

三菱ふそう車は会社設立時より一度も導入されたことがない。

#### 塗装
カラーリングは従来の市営バスと同一のものとなっているが、正面の局章が横浜交通開発の社章「TD」に、側面の「横浜市営」の表記が「横浜交通開発」に、それぞれ書き換えられている。